# Kostandin Kristoforidhi
Kostandin Nelko (n. 1827, Elbasan, Regiunea Elbasan, Albania – d. 1895, Elbasan, Regiunea Elbasan, Albania), cunoscut sub numele de Kostandin Kristoforidhi,[a] a fost un lexicograf și traducător albanez. El este cunoscut mai ales pentru că a tradus pentru prima dată Noul Testament în dialectul albanez gheg în 1872. A realizat, de asemenea, o nouă traducere în dialectul albanez tosk în 1879, îmbunătățind astfel versiunea tosk din 1823 a lui Vangjel Meksi. Prin realizarea traducerii Noului Testament în ambele dialecte, el are meritul de a fi pus bazele unificării ambelor dialecte într-o limbă națională.

## Biografie

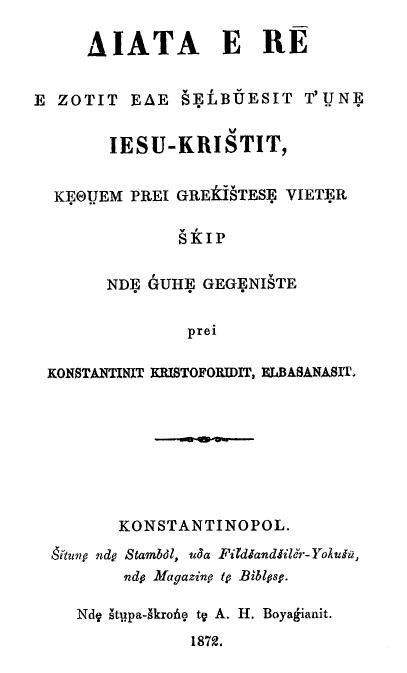
Noul Testament al lui Kostandin Kristoforidhi în dialectul gheg

S-a născut în orașul Elbasan și a studiat din 1847 la colegiul grecesc Zosimea din Yanya (orașul modern Ioannina), unde s-a împrietenit cu Johann Georg von Hahn, pe care l-a ajutat să învețe limba albaneză și să scrie un dicționar german-albanez. În 1856 sau 1857 s-a convertit la protestantism și a devenit enoriaș al unei biserici protestante din Izmir, devenind astfel primul protestant albanez cunoscut.
A mers la Istanbul în 1857 și a redactat un Memorandum pentru limba albaneză. A locuit într-un seminar protestant din Malta până în 1860, realizând o traducere a Noului Testament în dialectele tosk și gheg. Traducerea în dialectul tosk a Noului Testament a realizat-o singur, dar la versiunea în dialectul gheg a fost ajutat de Nikolla Serreqi din Shkodër. Nikolla Serreqi era un susținător al utilizării alfabetului latin, care fusese deja folosit de scriitorii timpurii ai literaturii albaneze, iar Kristoforidhi a adoptat această idee.
După definitivarea traducerii Noului Testament, Kristoforidhi a plecat la Tunis, unde a lucrat ca profesor până în 1865, când un reprezentant al Societății Biblice Britanice și Străine l-a angajat pentru a realiza traduceri ale cărților biblice în limba albaneză. A publicat în 1866 prima traducere în dialectul gheg a celor patru Evanghelii și a Faptelor Apostolilor; a continuat activitatea de traducere biblică timp de mai mulți ani, publicând în dialectele tosk și gheg Psalmii (1868, 1869); Noul Testament (1869, 1879), Geneza și Exodul (tosk, 1880); Deuteronomul (tosk, 1882); Proverbele și Cartea lui Isaia (tosk, 1884).
Kristoforidhi a devenit membru al Comitetului Central pentru Apărarea Drepturilor Albanezilor (fondat în 1877), un grup al intelectualilor albanezi cu sediul la Istanbul, care milita pentru integritatea teritorială și unitatea zonelor locuite de albanezi din Imperiul Otoman. În timpul Marii Crize din Balcani, Kristoforidhi i-a criticat pe unii conducători ai Ligii de la Prizren și a considerat că acțiunile lor politice (menținerea „dominației musulmane” și a autorității sultanului în locul interesului național) erau determinate de propriul interes.
El a considerat că dezvoltarea limbii albaneze are o importanță semnificativă pentru conservarea identității naționale albaneze și și-a dedicat o mare parte din viață studierii și înregistrării lexicului limbii albaneze, călătorind prin toată Albania pentru a colecta materiale. Rezultatul acestor eforturi a fost cea mai importantă lucrare a sa, Dicționarul limbii albaneze (în greacă Λεξικόν της Αλβανικής Γλώσσης; în albaneză Fjalori i Gjuhës Shqipe), care a fost publicată la Atena (Grecia) în 1904, la 25 de ani după ce fusese redactat de Kristoforidhi și la 9 ani de la moartea sa. Lucrarea a fost scrisă în limba greacă.
Kristoforidhi cunoștea limbile albaneză (dialectele tosk și gheg), greacă, latină, ebraică, engleză, italiană, turcă, bulgară, arabă, franceză și germană.

## Lucrări
- Istoria e shkronjësë shënjtëruarë (1872)
- Λεξικὸν τῆς ἀλβανικῆς γλώσσης Lexikon tēs albanikēs glōssēs (Dicționar grec-albanez)
- Γραμματική τῆς γλώσσης κατὰ τὴν τοσκικὴν διάλεκτον Grammatikē tēs glossēs kata tēn toskikēn dialekton (1882)
- Abetare (ABC-Primer, gheg 1867, tosk 1868)

## Notă explicativă
1. ^ Forma Constantine Christophorides a fost folosită în limba engleză în cursul secolelor al XIX-lea și al XX-lea.